# 愛情算不算
《愛情算不算》（英語：When Miracle Meets Maths）（原名《大橋頭的戀愛夢》），是一部於2015年上映的愛情電影，為《台北愛情捷運》系列首部曲。由周幼婷、張翰、陸弈靜、布魯斯、高英軒、楊烈、謝瓊煖、龍劭華、郭侑紀領銜主演。台灣於2015年10月30日上映。

## 劇情簡介
旅居日本八年的靜慧接受出版社的邀請，回到出生地大稻埕進行圖文集的攝影工作，沒想到人都還沒到家，就被母親抓去相親。
一直在美國工作的電腦工程師正雄，因公返台，家人積極安排他相親，希望能找個好對象結婚並且留在台灣，正雄對相親不置可否，唯一的堅持就是結婚後還是要回美國。
看似沒交集的兩人在一個相親場合認識了，更巧的是，回台不住家裡的正雄，正好住進了靜慧母親在大稻埕經營的旅館…但兩人的緣份似乎在更早之前就開始了…
恐婚的靜慧跟想婚的正雄兩人愈走愈近，但靜慧的母親反對，因為邱家祖訓不得與姓施的聯姻!!!!!!!!
另外，八年前被靜慧逃婚另娶他人的阿龍，也離婚回來了，希望能跟靜慧再續前緣…
同時，遊蕩在大橋頭的小邱總是神出鬼沒，特愛牽紅線。究竟到底誰才是靜慧的命定的戀人？月老小邱的紅線能否將兩人緊緊繫住？

## 角色介紹
| 演員   | 角色                    | 備註 |
| ------ | ----------------------- | --- |
| 周幼婷 | 邱靜慧                  | 旅日攝影師，獨立堅強、對於愛情抱以並不積極的隨緣態度。                                                    |
| 張翰   | 施正雄                  | 矽谷電腦工程師，個性靦腆，不相信算命，認為所有難題都可用算式來解決 ，還一派天真地想算出相親的成功或然率。 |
| 布魯斯 | 菜鳥月老 (別名:邱Petar) | |
| 高英軒 | 阿龍                    | |
| 陸弈靜 | 靜慧媽媽                | |
| 楊烈   | 正雄父親                | |
| 謝瓊煖 | 正雄姑姑                | |
| 郭侑紀 | Yuli                    | |

## 電影歌曲
| 曲別   | 歌名     | 演唱者 | 作詞 | 作曲 | 備註 |
| 主題曲 | 知足     | 家家   | 阿信 |      |      |
| 插曲   | 原創音樂 |        |      |      |      |

## 工作人員
- 監製：葉天倫 潘靜如 葉丹青
- 製作人：
- 導演：林君陽
- 編劇：林佳慧、高妙慧
- 製作公司：晴天影像股份有限公司、
- 發行公司：晴天影像股份有限公司、八大電視股份有限公司、凱擘影藝有限公司、青睞影視製作股份有限公司

## 獲獎與提名

### 電視金鐘獎
| 年份 | 獲提名 | 獎項       | 結果 |
| ---- | ------ | ---------- | ---- |
| 2016 | 唐嘉宏 | 美術設計獎 | 提名 |

## 拍攝場景
- 捷運大橋頭站
- 大稻埕迪化街
- 民生社區

## 外部連結
- 愛情算不算的Facebook專頁
- 台北愛情捷運系列電影的Facebook專頁
- 互联网电影数据库（IMDb）上《愛情算不算》的资料（英文）
- 互联网电影数据库（IMDb）上《愛情算不算》的资料（英文）

| 衛視電影台 週六21:00 | 衛視電影台 週六21:00          | 衛視電影台 週六21:00 |
| -------------------- | ----------------------------- | -------------------- |
|                      | 愛情算不算 （2016年4月2日）   |                      |
| —                    | 傻瓜與睡美人 （2016年4月9日） |                      |